# Michael Okroy

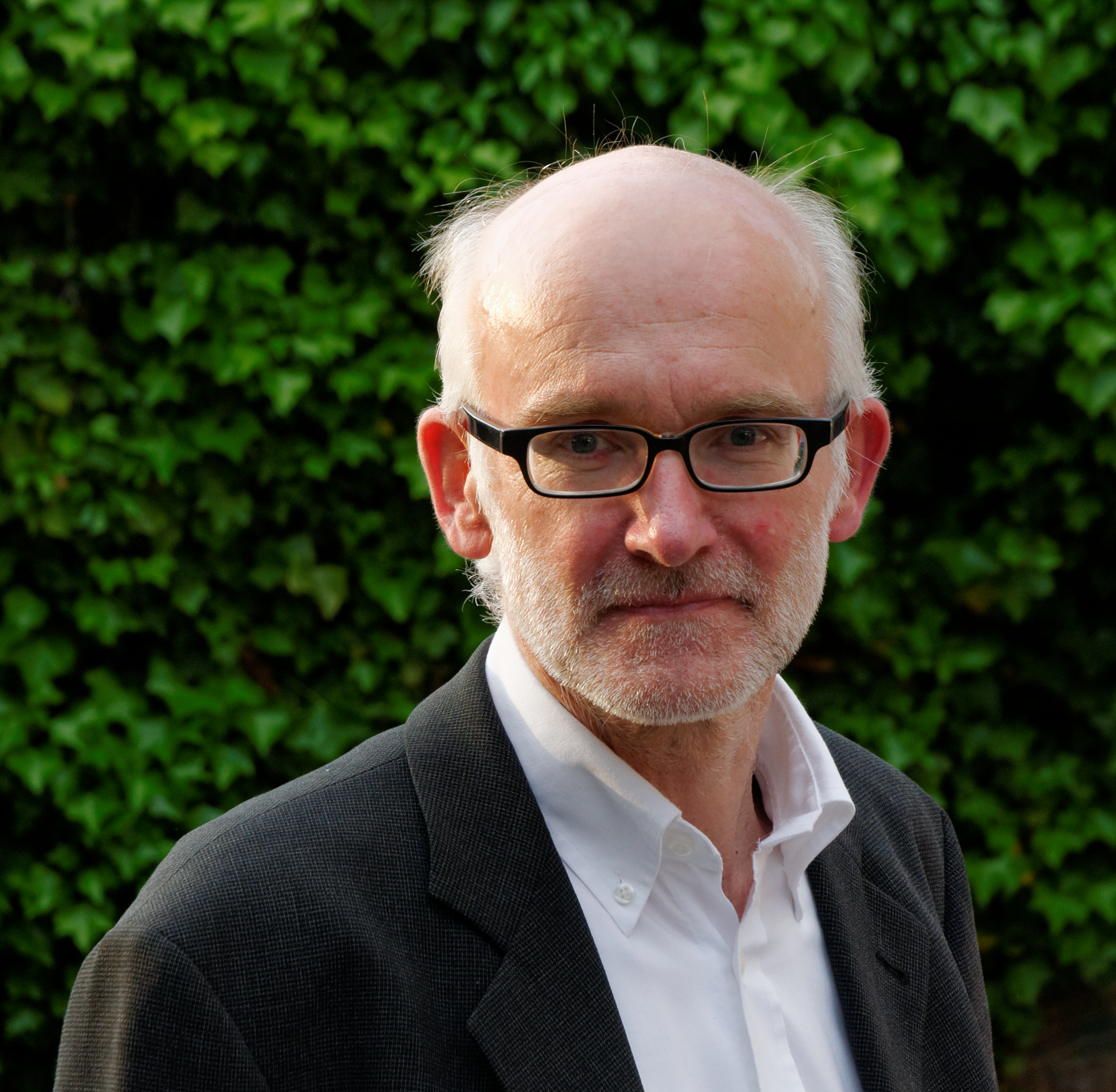
Michael Okroy auf dem Engelsfest 2013 in Wuppertal

Michael Okroy (* 1959 in Köln) ist ein deutscher Literatur- und Sozialwissenschaftler.

## Leben und Wirken
Nach dem Abitur auf dem Zweiten Bildungsweg studierte Okroy Literatur- und Sozialwissenschaften an der Bergischen Universität in Wuppertal. Während und nach Abschluss des Studiums 1992 war er Mitarbeiter an der historisch-kritischen Edition der Werke Franz Kafkas und in der Heinrich-Böll-Forschungsstelle. Von 1994 bis 2000 arbeitete Okroy als wissenschaftlicher Mitarbeiter im Landtag von Nordrhein-Westfalen.
Michael Okroy ist seit 2000 freiberuflich im Bereich Dokumentation und Recherche zur Zeitgeschichte und seit 2013 in der Verwaltung am Lehrstuhl für Allgemeine Literaturwissenschaft an der Bergischen Universität Wuppertal tätig. Für die Begegnungsstätte Alte Synagoge in Wuppertal betreut er als wissenschaftlicher Mitarbeiter Veranstaltungsreihen und Publikationsprojekte und bietet regelmäßig stadthistorische Touren zur Zeit des Nationalsozialismus und Führungen durch das Polizeipräsidium Wuppertal an. Für das städtische Kulturbüro konzipierte Michael Okroy die Veranstaltungsreihe Die Schönen Drei – Literatur und Musik in Architektur (2004–2007), 2008 organisierte er das Literaturprojekt Wuppertal liest. Aus seinen Forschungen, Recherchen und Projekten gingen zahlreiche Publikationen und Vorträge zur Geschichte des Nationalsozialismus in der Region und zur örtlichen Kulturgeschichte hervor. 2012/2013 war er wissenschaftlicher Mitarbeiter und als Autor bei den Ausstellungen „Mit uns zieht die neue Zeit... Konsumgenossenschaften im Rheinland 1900–1918“ (im Rahmen des LVR-Ausstellungsprojekts „1914 Mitten in Europa. Das Rheinland am Vorabend des Ersten Weltkriegs“) und „Gelebte Reformation – Die Barmer Theologische Erklärung“ tätig. Von 2010 bis 2013 war Michael Okroy Lehrbeauftragter für Geschichte und ihre Didaktik sowie Neuere und Neueste Geschichte am Historischen Seminar der Bergischen Universität.
Okroy gehört dem Beirat der Abteilung Wuppertal des Bergischen Geschichtsvereins an.
Michael Okroy ist verheiratet und lebt in Wuppertal.

## Schriften (Auswahl)

### Monographien
- Volksgemeinschaft, Erbkartei und Arisierung. Ein Stadtführer zur NS-Zeit in Wuppertal. Trägerverein Begegnungsstätte Alte Synagoge, Wuppertal 2002, ISBN 3-9807118-2-X (2., überarbeitete und aktualisierte Auflage, ebenda 2008, ISBN 978-3-940199-00-3).
- Als Herausgeber mit Ulrike Schrader: Der 30. Januar 1933 – ein Datum und seine Folgen. Aktuelle Forschungen zum Nationalsozialismus in Wuppertal. Trägerverein Begegnungsstätte Alte Synagoge, Wuppertal 2004, ISBN 3-9807118-6-2.
- Kaschau war eine europäische Stadt. Ein Lese- und Reisebuch zur jüdischen Kultur und Geschichte in Košice und Prešov. = Košice boli európskym mestom. Slowakischer Übersetzer Adam Bžoch. Arco, Wuppertal 2005, ISBN 3-938375-01-9 (zweisprachig).
- „… damit die Träume atmen können.“ Vom Stadttheater Barmen zum Opernhaus Wuppertal. J. H. Born-Verlag, Wuppertal 2009, ISBN 978-3-87093-095-0.

### Buch- und Zeitschriftenbeiträge
- Vor 50 Jahren in Nürnberg. Der Einsatzgruppenprozess und Paul Blobel, in: Tribüne. Zeitschrift zum Verständnis des Judentums, Jg. 36, Nr. 142 (2. Quartal 1997), S. 21–32.
- „Nach 26 Jahren nun Mammutprozess gegen Polizisten.“ Die justitielle Aufarbeitung von NS-Verbrechen der Ordnungspolizei am Beispiel der Wuppertaler Bialystok-Verfahren, in: Jan-Erik Schulte (Hrsg.), Die SS, Himmler und die Wewelsburg, Paderborn 2009, S. 449–470.
- „...acht Zigeunerfamilien aus der Siedlung abgeholt“. Bruchstücke einer Verfolgungsgeschichte der Sinti und Roma aus Wuppertal, in: Karola Fings/Ulrich F. Opfermann (Hrsg.), Zigeunerverfolgung im Rheinland und in Westfalen. Geschichte, Aufarbeitung und Erinnerung, Paderborn 2012, S. 279–301.

### Verschiedenes
- Michael Okroy: Wessen Freund und wessen Helfer? Polizei in Wuppertal während des Nationalsozialismus. Materialien für den Geschichtsunterricht in den Jahrgangsstufen 10–13 an Gymnasien und Gesamtschulen. Hrsg. von der Wuppertaler Initiative für Demokratie und Toleranz e.V., Wuppertal 2004.